# レオン・ベネット
レオン・ベネット (仏：Léon Benett、1839年3月2日 - 1916年12月7日) はフランスの画家、製図工、イラストレーター。
挿絵画家として、エドゥアール・リウー、アルフォンス・ド・ヌヴィル、ジュール・フェラ、ジョルジュ・ルーなどとともに、ジュール・ヴェルヌの小説を数多く手がけた。署名は L.Benett を用いた。

## 略歴
レオン・ベネット（本名:Hippolyte Léon Benett）は1839年3月2日にヴォクリューズ県オランジュで生まれた。ベネットの家族は法学者と登録総局代理人であり、彼自身も破産管財人であったが、1869年に官吏となり、1871年までドラギニャンとル・マンに赴任する。その後アルジェリアの最初の駐在員としてスーク・アフラース、ボーヌ（現在のアンナバ）に勤める。
そんな折、彼は出版者のピエール＝ジュール・エッツェルの知遇を得る。エッツェルは彼のドローイングに興味を持ち、リュシアン・ビアルト(:fr) の作品の挿絵を依頼する。
1867年10月22日、彼はアルジェリア滞在中に知り合ったボーヌ出身の弁護士の娘、マルグリット・マリー・オリヴィエとパリで結婚。1869年8月にスノンシュ(:fr) にて第4級資格者となり、以後1879年まで同職にあった。
1870年の普仏戦争勃発後はウール＝エ＝ロワール県の志願兵団に加わり、大尉に任命された。彼はシャルトルで負傷し、同年11月30日に勲章を授与される。暮れには監査人に昇格し、コーチシナの部門長となる。彼は同地に2年半滞在するが、このころ、公務と区別するために、イラストレーターとしての自身の名義を「Benett」(ベネット) とする。
彼は1873年から1874年までマルティニークに赴任し、その後ニューカレドニアで録音部門の責任者となり、1878年にフランスに帰国する。以後1904年に退職するまで、彼は譲与抵当付き債権の管理者として、エタンプからヴァランシエンヌ、ブールジュ、ベジエ、ソワソン、リヨン、そして最後にパリを経由してフランスを旅する。引退後はヴァール県トゥーロンに住み、1916年12月7日に死去した。享年77歳。

### イラストレーターとして
ベネットは、フランス政府の役人としてのキャリアとこの機会に行った多くの旅行を通して、さまざまな国のエキゾチックな風景を写生することができた。これらの旅行から持ち帰ったスケッチブックは、イラストレーターとしての彼の仕事の糧になった。
彼はピエール＝ジュール・エッツェルが出版したジュール・ヴェルヌの小説の挿絵を最も多く描いたことで知られる。彼が1873年から1910年までに、ヴェルヌの25の「驚異の旅」シリーズに描いたイラストの枚数は延べ1600点以上になる。
また、ヴィクトル・ユーゴー、レフ・トルストイ、トーマス・メイン・リード、パスカル・グルーセ、カミーユ・フラマリオン、エリゼ・ルクリュ、ジェイムズ・フェニモア・クーパー、エルクマン＝シャトリアンなどの著書のイラストも描いている。
チェコの映画監督、カレル・ゼマンは、ジュール・ヴェルヌの小説「悪魔の発明」を映画化する際、エドゥアール・リウーとレオン・ベネットのオリジナルのイラストからインスピレーションを得ている。
1991年には、3月から6月にかけて、アミアンの文化センターでベネットの回顧展が開かれた。

## 挿絵を担当した作品
| ジュール・ヴェルヌ - 八十日間世界一周 - インド王妃の遺産 - 必死の逃亡者 - 蒸気の家 - ジャンガダ - ロビンソンの学校 - 緑の光線 - 頑固者ケラバン - 南十字星 - エーゲ海燃ゆ - アドリア海の復讐 - 征服者ロビュール - 北部対南部 - 十五少年漂流記 - ブラニカン夫人 - カルパチアの城 - クロディウス・ボンバルナック - 坊や - アンティフェール親方の驚くべき冒険 - 動く人工島 - 悪魔の発明 - クローヴィス・ダンデントル - キップ兄弟（一部） - リヴォニアでの惨劇 - 海の侵入 - トンプソン旅行代理店 - 永遠のアダム | ミシェル・アンタール - オアシスを通る未来のサン・シリエンの乗り物 アドルフ・バディン - ジャン・カスティラスまたはアルジェリアの3人の子供たちの冒険 カミーユ・フラマリオン - Histoire du ciel エルクマン＝シャトリアン - ポーランド系ユダヤ人 アンドレ・ローリー - ソルボンヌの男子学生 エリゼ・ルクリュ - 山の歴史 - ロシアの歴史 エミール・リシュブール - 祖母 レフ・トルストイ - 少年時代、青年時代 |

### ギャラリー

ジュール・ヴェルヌ
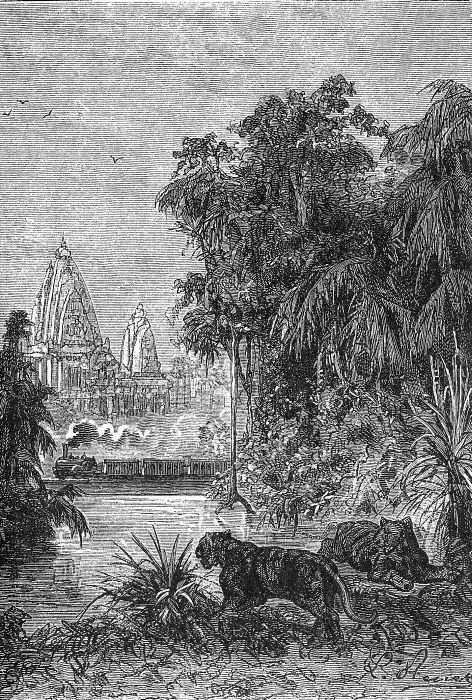
八十日間世界一周
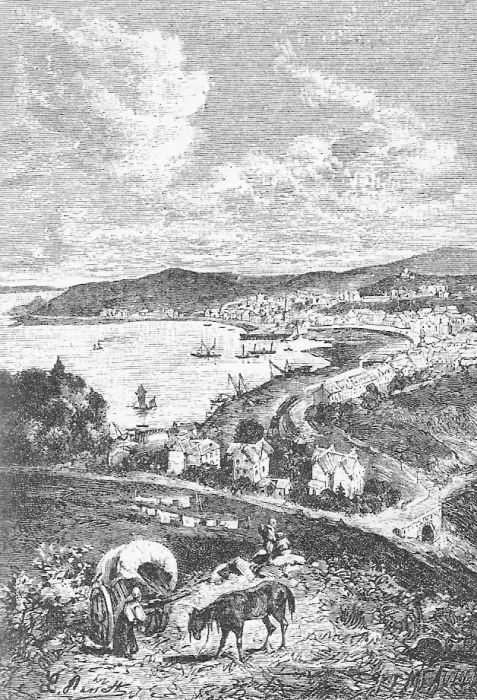
緑の光線
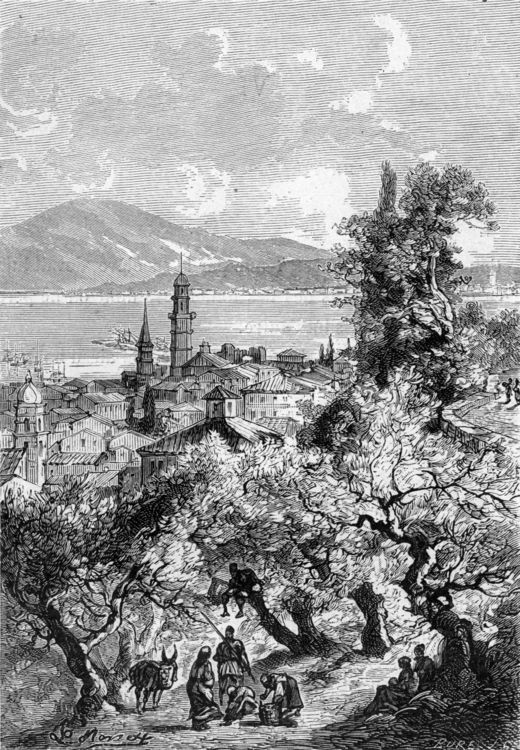
エーゲ海燃ゆ
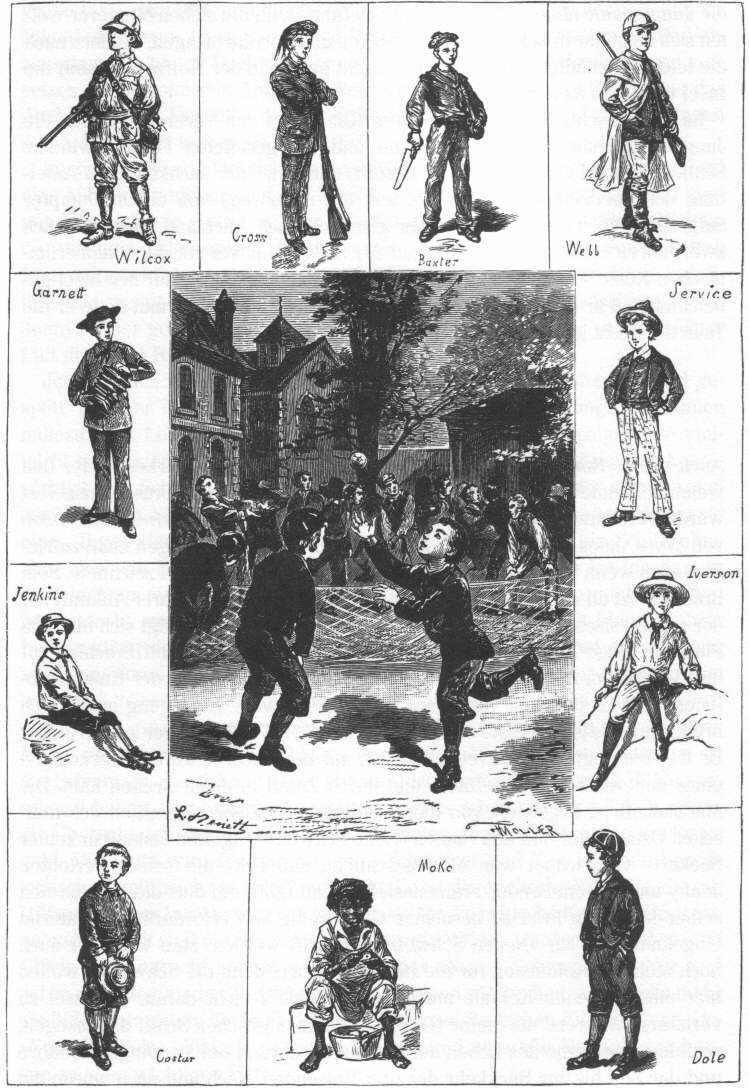
十五少年漂流記
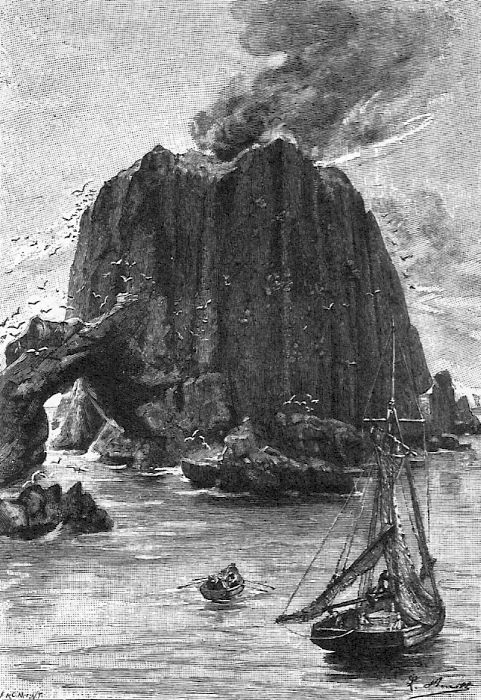
悪魔の発明
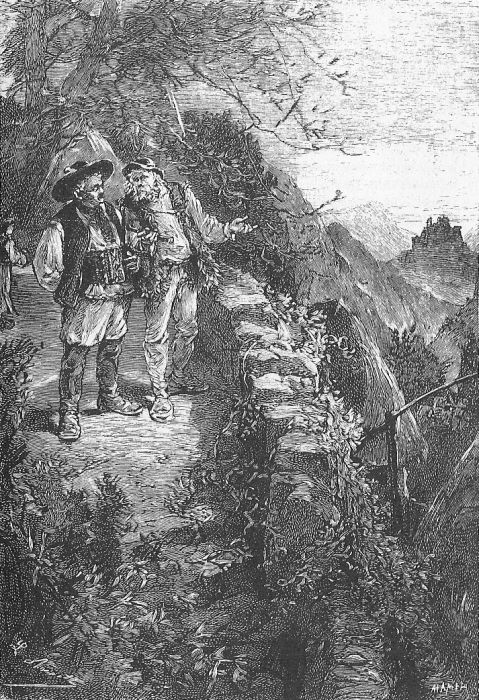
カルパチアの城
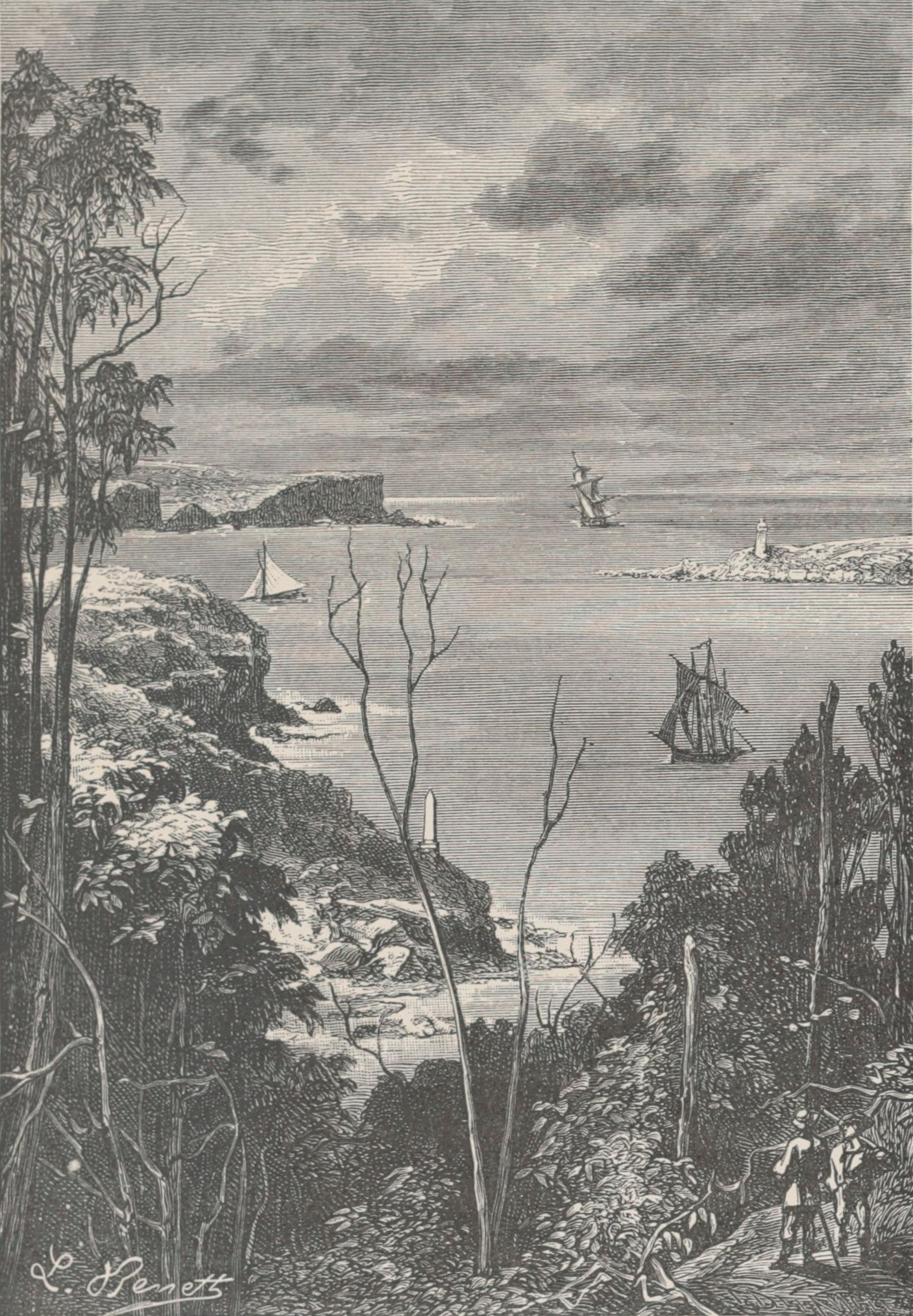
キップ兄弟
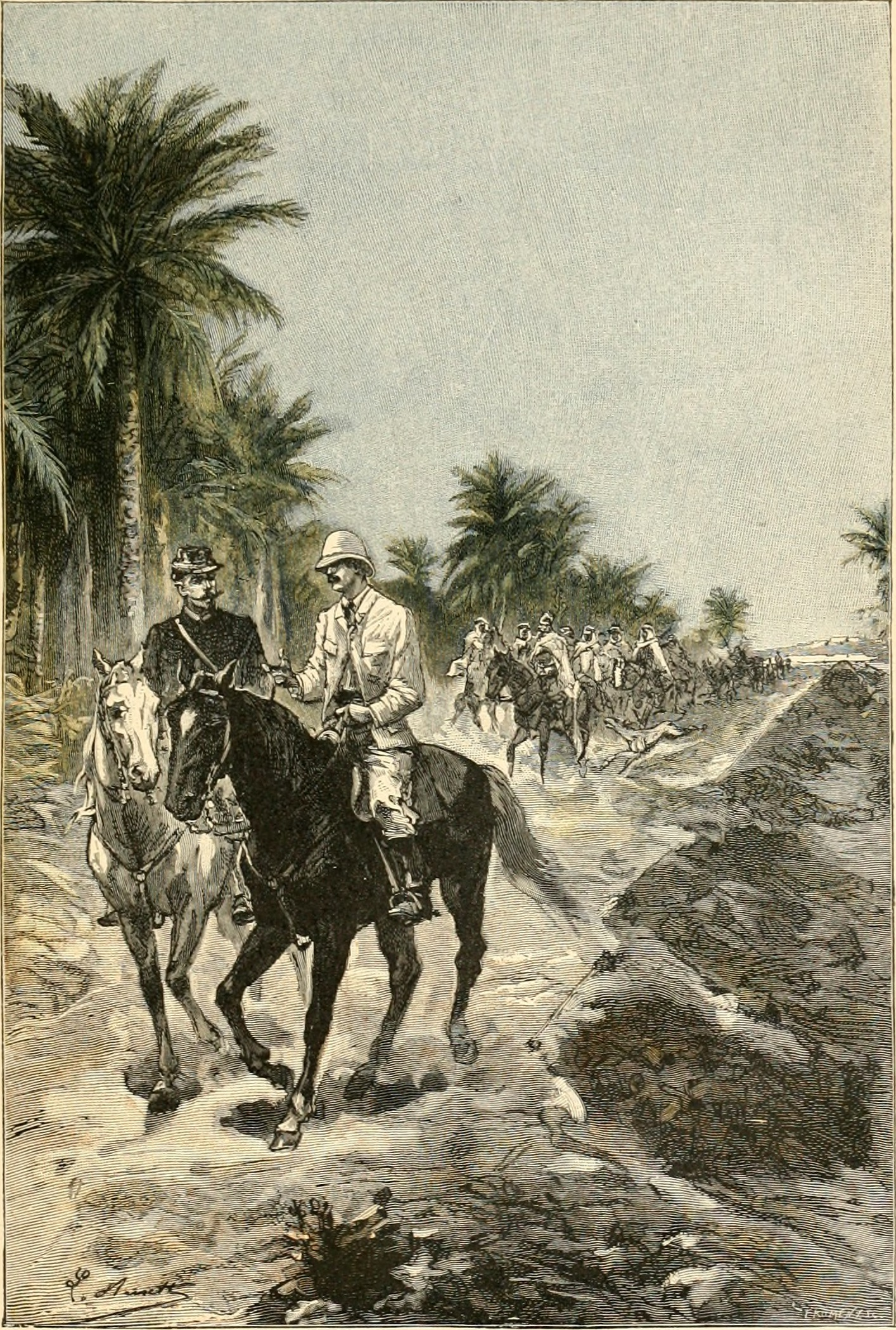
海の侵入

エルクマン＝シャトリアン
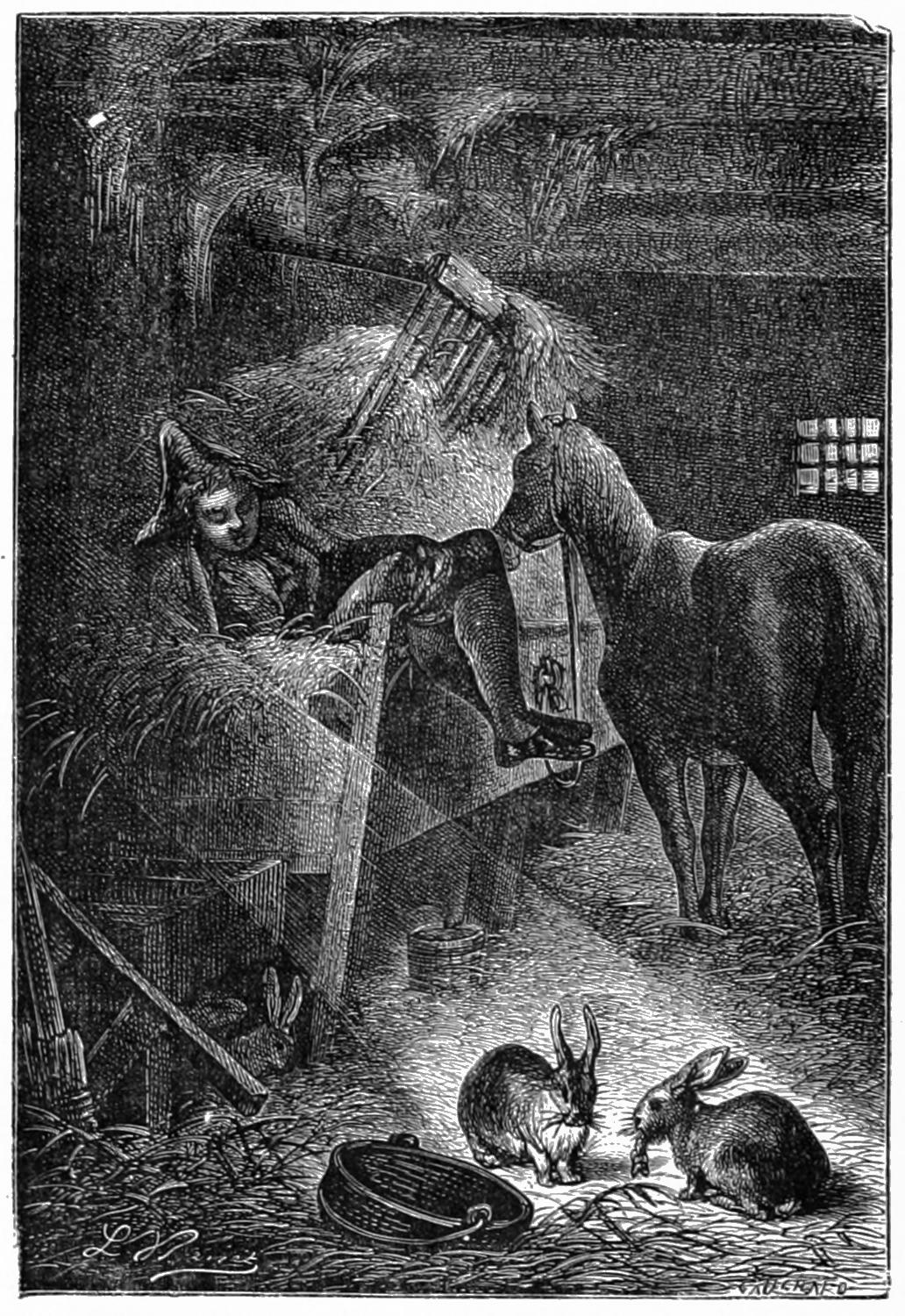
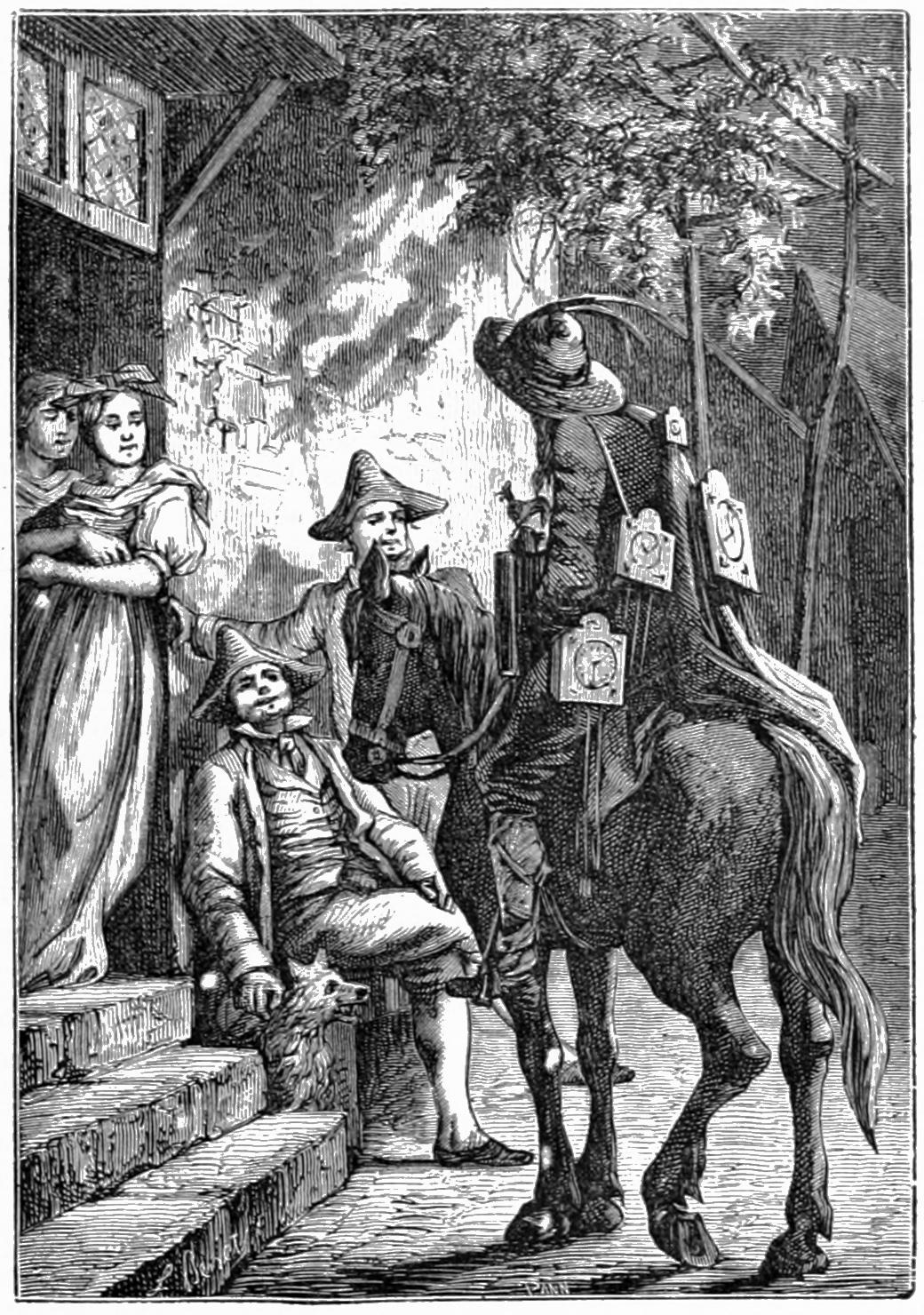
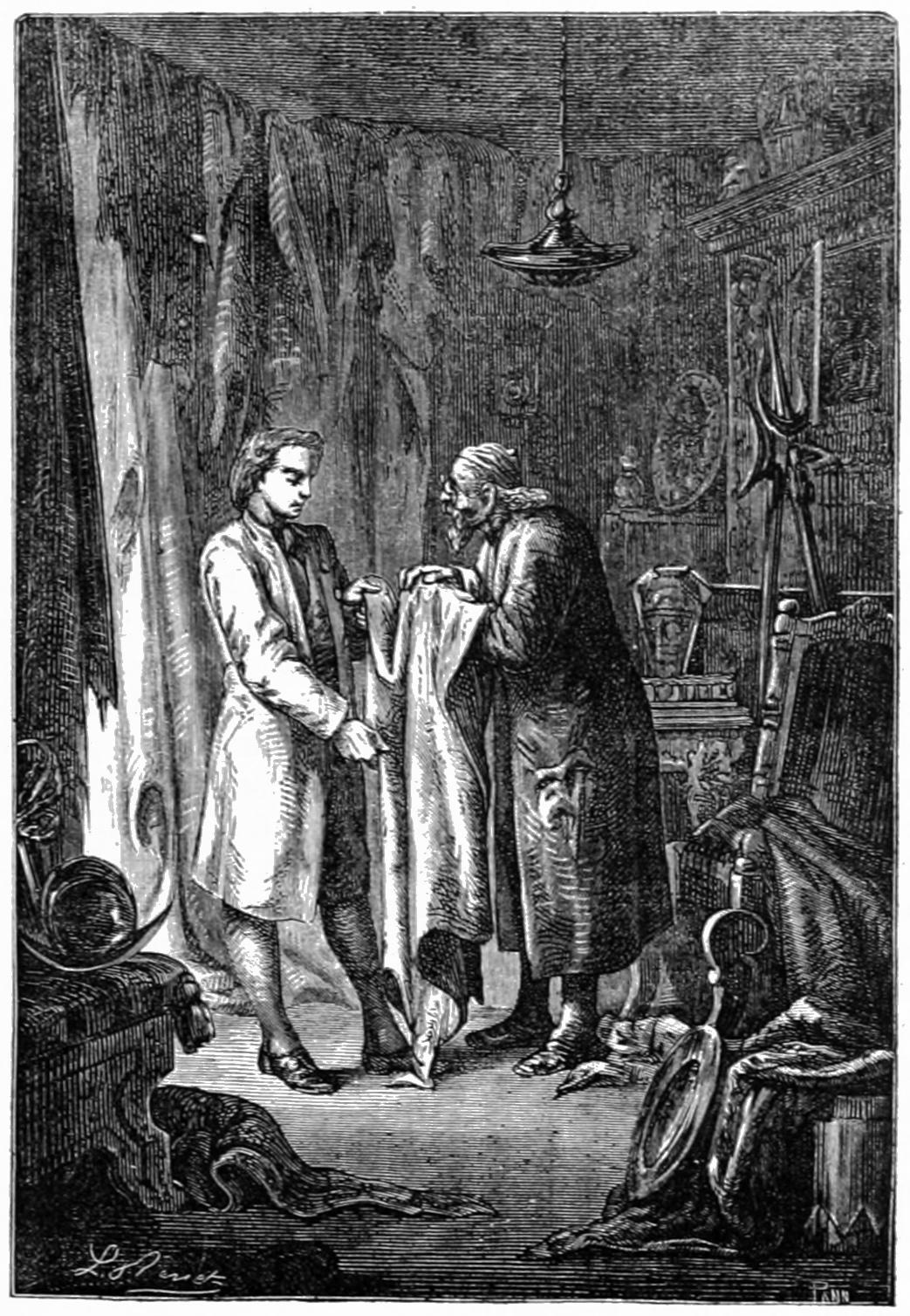
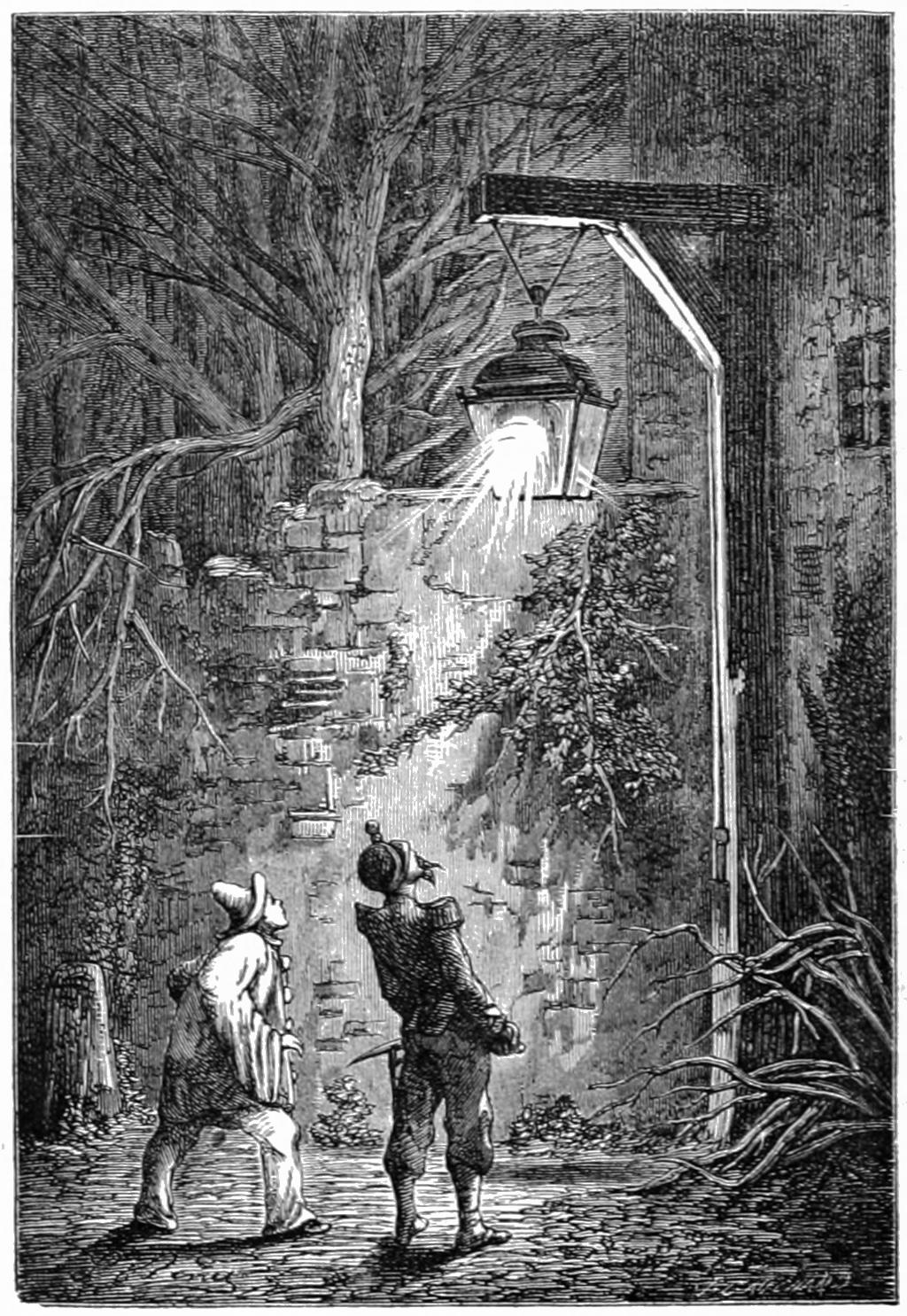
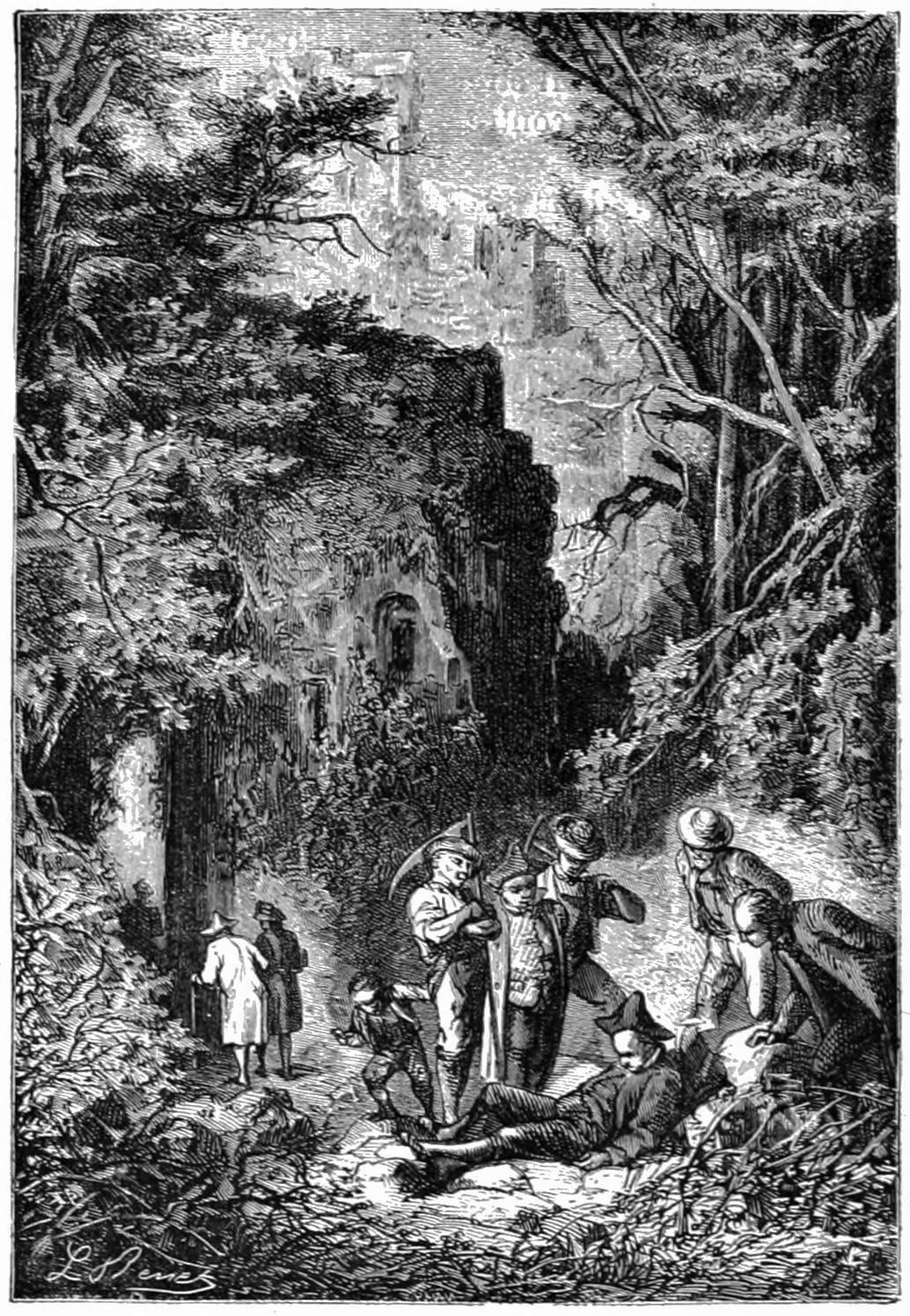
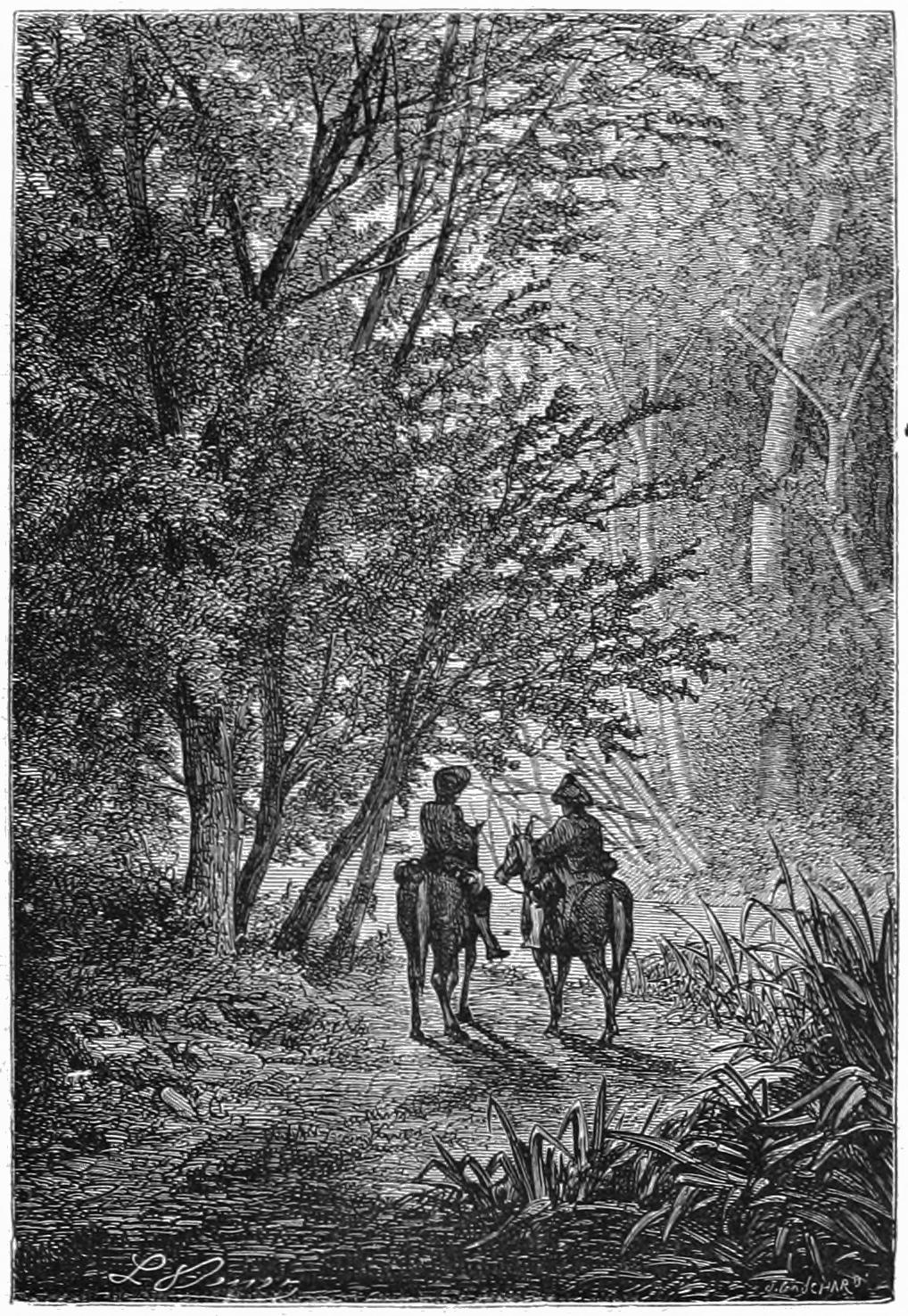
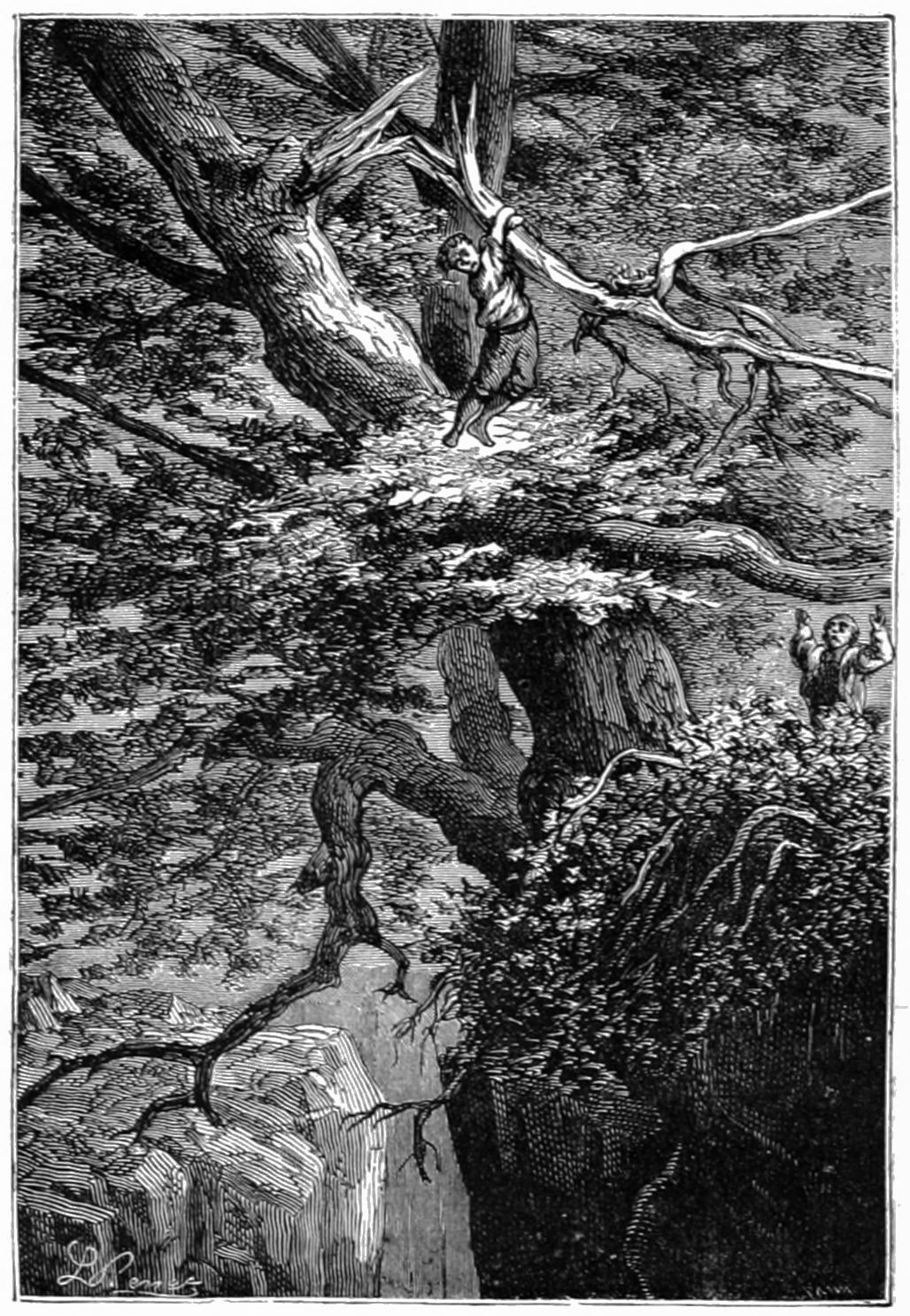
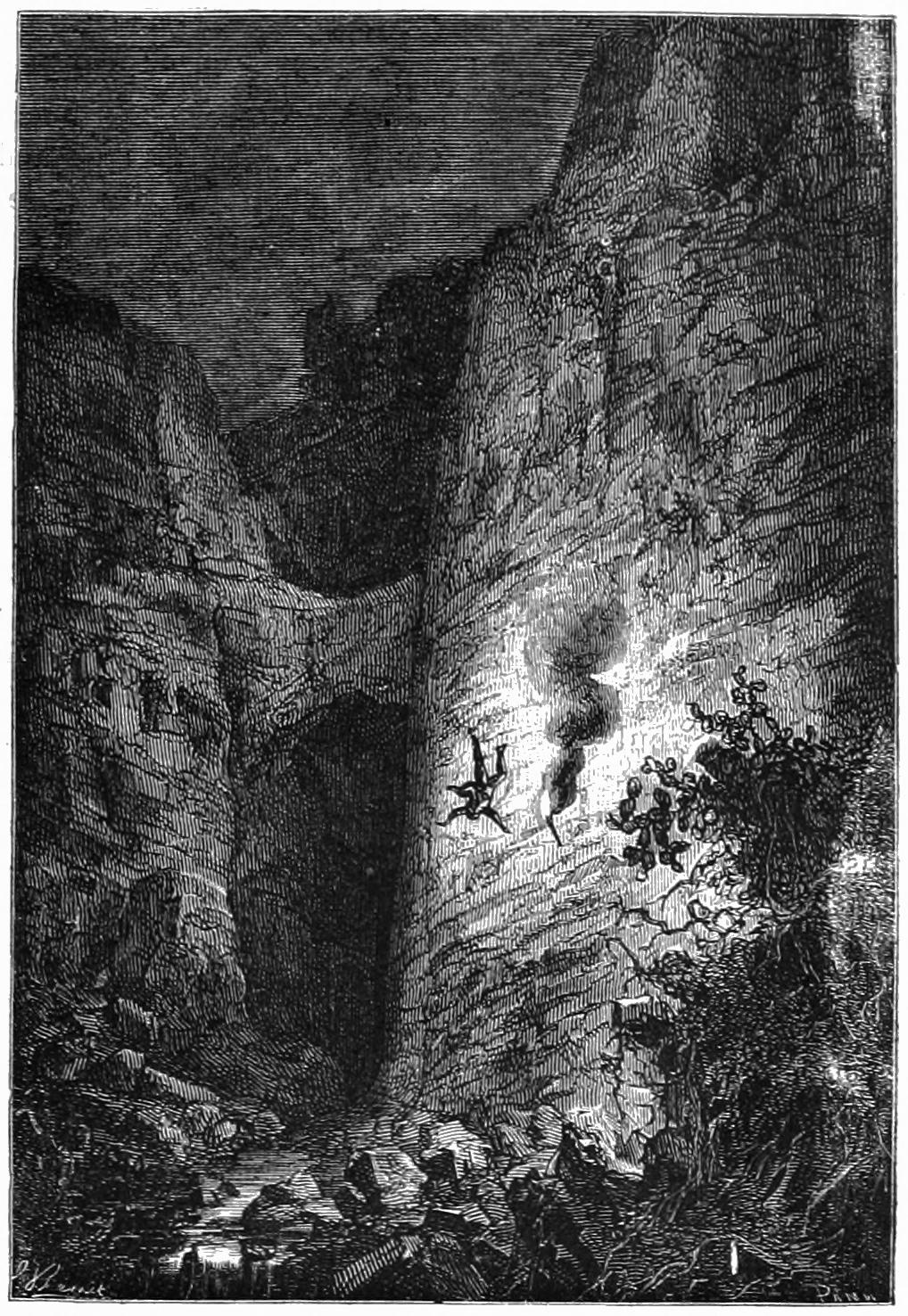